# Venus Doom
Venus Doom är det finska metalbandet HIMs sjätte studioalbum som släpptes 14 september 2007 i Sverige och 17 september i övriga Europa. Albumet ges ut av Sire Records. Den första singeln från albumet, med video, är "The Kiss of Dawn". Låten "Passion's Killing Floor" finns med i filmen Transformers.

## Låtlista
Spår nummer 10, 11 & 12 finns bara med på Venus Doom Limited Edition.
1. "Venus Doom"
2. "Love in Cold Blood"
3. "Passion's Killing Floor"
4. "The Kiss of Dawn"
5. "Sleepwalking Past Hope"
6. "Dead Lover's Lane"
7. "Song or Suicide"
8. "Bleed Well"
9. "Cyanide Sun"
10. "Dead Lover's Lane (Special K remix)"
11. "Love in Cold Blood (Special C616 remix)"
12. "Bleed Well" (akustisk)